# Ohlsbach
Ohlsbach es un municipio alemán en el distrito de Ortenau, Baden-Wurtemberg. Está ubicado en las estribaciones de la Selva Negra Central en la transición del valle del río Kinzig a la llanura del Rin.